# Alfeld
Alfeld là một thị trấn ở bang Niedersachsen, Đức. Đô thị Alfeld có diện tích 72,86 km², dân số thời điểm ngày 31 tháng 12 năm 2006 là 20.887 người. Alfeld nằm bên sông Leine ở huyện Hildesheim.